# Andorra nos Jogos Olímpicos de Verão da Juventude de 2010
Andorra participou dos Jogos Olímpicos de Verão da Juventude de 2010 em Singapura. Sua delegação foi composta de quatro atletas que competiram em três esportes.

## Atletismo
| Evento         | Atleta                   | Qualificação | Qualificação | Final     | Final        |
| Evento         | Atleta                   | Resultado    | Posição      | Resultado | Posição      |
| -------------- | ------------------------ | ------------ | ------------ | --------- | ------------ |
| 400 m feminino | Jenili Hilário Rodrigues | 1:06.91      | 23º (7º q3)  | 1:06.63   | 1º (Final D) |

## Judô
| Evento              | Atleta                   | 1ª rodada    | 2ª rodada                   | 2ª rodada repescagem | 3ª rodada repescagem              | Semifinais repescagem | Final repescagem A | Disputa pelo bronze A | Pos. final |
| ------------------- | ------------------------ | ------------ | --------------------------- | -------------------- | --------------------------------- | --------------------- | ------------------ | --------------------- | ---------- |
| Até 66 kg masculino | Patrick Ferreira Martins | Sem oponente | AZE Jalil Jalilov D 000-100 | Sem oponente         | IRI Farshid Ghasemi Asl D 000-100 | Não avançou           | Não avançou        | Não avançou           | --         |

| Evento         | Atleta                                                      | 1ª rodada              | 2ª rodada                  | Semifinais                | Final       | Pos. final        |
| -------------- | ----------------------------------------------------------- | ---------------------- | -------------------------- | ------------------------- | ----------- | ----------------- |
| Equipes mistas | Patrick Ferreira Martins (como integrante da equipe Tóquio) | ZZX Equipe Paris V 5-3 | ZZX Equipe Nova York V 4-4 | ZZX Equipe Belgrado D 3-5 | Não avançou | Medalha de bronze |

## Natação
| Atleta                | Prova                    | Elims.  | Elims.      | Semifinal   | Semifinal    | Final       | Final       |
| Atleta                | Prova                    | Tempo   | Pos.        | Tempo       | Pos.         | Tempo       | Pos.        |
| --------------------- | ------------------------ | ------- | ----------- | ----------- | ------------ | ----------- | ----------- |
| Monica Ramirez Abella | 50 m costas feminino     | 30.80   | 11º (5º q2) | 30.82       | 11º (6º sf2) | Não avançou | Não avançou |
| Monica Ramirez Abella | 100 m costas feminino    | 1:05.73 | 20º (8º q5) | Não avançou | Não avançou  | Não avançou | Não avançou |
| Oriol Cunat Rodriguez | 200 m livre masculino    | 2:01.38 | 40º (8º q2) |             |              | Não avançou | Não avançou |
| Oriol Cunat Rodriguez | 50 m borboleta masculino | 26.55   | 13º (5º q3) | 26.42       | 13º (7º sf2) | Não avançou | Não avançou |